# Đường tỉnh 532
Đường tỉnh 532 hay tỉnh lộ 532, viết tắt ĐT532 hay TL532, là đường tỉnh ở huyện Quỳ Hợp, tỉnh Nghệ An.
Đường tỉnh 532 bắt đầu từ ngã ba Na Tỳ trên Quốc lộ 48C, xã Châu Lộc, huyện Quỳ Hợp.
Đường đi hướng tây rồi bắc, đến xã Châu Tiến.
Từ xã này đường đổi hướng tây nam đến bản Piêng Căm, Quốc lộ 48D, xã Châu Thành, huyện Quỳ Hợp.
Tuyến đường dài 39 km.
Trước đây đường tỉnh 532 được coi là bắt đầu từ ngã ba Săng Lẻ ở km53+900 Quốc lộ 48A, xã Tam Hợp. Đoạn đường đó được nâng cấp thành một phần của Quốc lộ 48C.